# George Broadhurst
George Howells Broadhurst (Walsall, 3 giugno 1866 – Santa Barbara, 31 gennaio 1952) è stato un commediografo e sceneggiatore inglese naturalizzato statunitense.

## Biografia
Scrittore anglo-americano, George Howells Broadhurst nacque a Walsall, in Inghilterra ma emigrò negli Stati Uniti nel 1882. Qui, abbracciò la carriera teatrale. Scrisse numerose commedie, dirigendo e producendo le sue opere teatrali. Fu direttore di alcuni teatri (a Milwaukee, Baltimora e San Francisco).

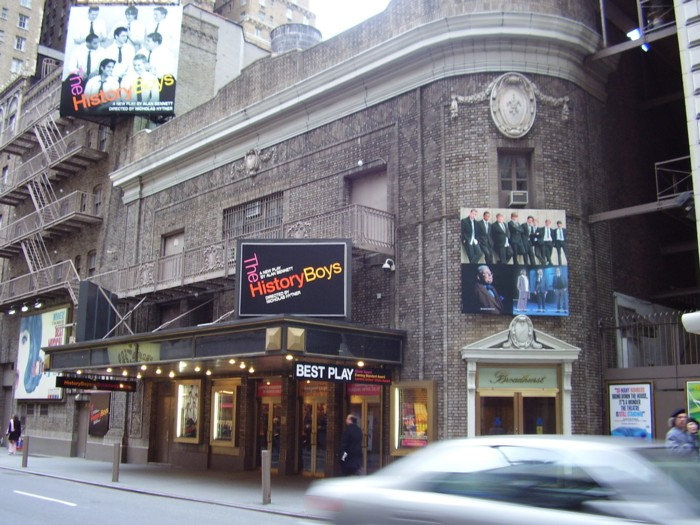
Il Broadhurst Theatre

Insieme ai fratelli Shubert, fece costruire a New York quello che diventò il famoso Broadhurst Theatre, che aprì i suoi battenti nel 1917. Fino al 1924, vi mise in scena numerosi lavori teatrali. Il teatro restò di sua proprietà (insieme agli Shubert) fino al 1952, anno della sua morte.
Broadhurst appare come sceneggiatore in 24 film che vanno dal 1914 al 1944.
Morì a 86 anni, il 31 gennaio 1952 a Santa Barbara. Venne sepolto nella città californiana.

## Spettacoli teatrali
- The Speculator
- What Happened to Jones di George Broadhurst (Broadway, 30 agosto 1897)
- The Wrong Mr. Wright
- The Last Chapter
- Why Smith Left Home
- Why Smith Left Home
- The House That Jack Built
- Nancy Brown
- A Fool and His Money
- The Crown Prince
- A Fool and His Money
- The Duke of Duluth
- Tom, Dick and Harry
- The American Lord
- The Man of the Hour
- The Mills of the Gods
- The Lady from Lane's
- The Easterner
- The Call of the North
- Wildfire
- An International Marriage
- The Dollar Mark
- Bought and Paid For
- The Price
- Just Like John
- Today
- Don't Weaken
- Innocent
- The Law of the Land
- What Money Can't Buy
- Fast and Grow Fat
- Rich Man, Poor Man
- What Happened to Jones, revival (Broadway, 30 agosto 1917)
- Over the 'Phone
- She Walked in Her Sleep
- He Didn't Want to Do It
- The Woman on the Index
- Keep It to Yourself
- The Crimson Alibi
- The Storm
- The Wonderful Thing
- Come Seven
- Tarzan of the Apes
- The Elton Case
- Bought and Paid For
- Wild Oats Lane
- Izzy
- The Red Falcon

## Filmografia
- The Call of the North, regia di Oscar Apfel e Cecil B. DeMille (1914)
- The Dollar Mark, regia di O.A.C. Lund - lavoro teatrale (1914)
- Man of the Hour, regia di Maurice Tourneur (1914)
- Wildfire, regia di Edwin Middleton (1915)
- What Happened to Jones, regia di Fred Mace (1915)
- The Man Who Found Himself, regia di Frank Hall Crane (1915)
- The Price, regia di Joseph A. Golden (1915)
- An International Marriage, regia di Frank Lloyd (1916)
- Bought and Paid For, regia di Harley Knoles - lavoro teatrale (1916)
- To-Day, regia di Ralph Ince (1917)
- What Money Can't Buy, regia di Lou Tellegen (1917)
- Law of the Land, regia di Maurice Tourneur (1917)
- Innocent, regia di George Fitzmaurice (1918)
- Rich Man, Poor Man, regia di J. Searle Dawley (1918)
- The Woman on the Index, regia di Hobart Henley (1919)
- Why Smith Left Home, regia di Donald Crisp - lavoro teatrale (1919)
- What Happened to Jones, regia di James Cruze (1920)
- Bought and Paid For, regia di William C. de Mille (1922)
- Wildfire, regia di T. Hayes Hunter (1925)
- What Happened to Jones, regia di William A. Seiter (1926)
- Wild Oats Lane, regia di Marshall Neilan (1926)
- Today, regia di William Nigh (1930)
- The Private Secretary, regia di Henry Edwards (1935)
- Minä jätän sinut, regia di Toivo Hämeranta (1944)